# Das Geheimnis des blauen Schmetterlings
Das Geheimnis des blauen Schmetterlings (Originaltitel: The Blue Butterfly) ist ein Abenteuer-Drama aus dem Jahr 2004 von Regisseurin Léa Pool. Die Hauptrollen spielen William Hurt, Pascale Bussières und der damals vierzehnjährige Marc Donato.

## Handlung
Der zehnjährige Pete Carlton aus Montreal ist an einem bösartigen Hirntumor erkrankt und die Ärzte geben ihm nur noch wenige Monate zu leben. Da aufgrund des Tumors sein Gleichgewichtssinn gestört ist, muss er im Rollstuhl sitzen, und nach einer Chemotherapie sind ihm seine Haare ausgefallen. 
Seine besorgte Mutter Teresa will ihm den letzten Wunschtraum erfüllen, nämlich mit dem Insektenforscher Alan Osborne im tropischen Regenwald nach einem Blauen Morphofalter zu suchen und diesen zu fangen. Dem Edelfalter werden Zauberkräfte nachgesagt. Pete schreibt Briefe an Osborne und spricht ihm mehrmals auf seinen Anrufbeantworter. Bei einer öffentlichen Veranstaltung des Insectarium de Montréal bedrängt auch Petes Mutter Osborne, doch der macht ihnen klar, dass er ihnen nicht helfen kann, da die Hochsaison für Schmetterlinge bereits vorbei sei und er zudem Bedenken habe, ein Kind im Rollstuhl in den Urwald mitzunehmen. Nachdem Pete auf eigene Faust versucht hat, am Flughafen mit einem gefälschten Ausweis die Reise alleine anzutreten, stimmt Osborne schließlich doch zu. 
Er zeigt dem interessierten Pete die Natur und die Lebewesen des südamerikanischen Urwaldes. Die Mutter ist von den Insekten weniger begeistert, doch Osborne und der Junge freunden sich an. Pete hat früh seinen Vater verloren und sucht einen Ersatz, und Osborne hat Gewissensbisse, weil er seine Tochter und deren Mutter vor 17 Jahren verlassen hat. Nach Gesprächen mit Pete entschließt er sich, den Kontakt zu seiner Familie wiederherzustellen, sobald er wieder zuhause ist. Nach vergeblicher Suche entdecken Pete und der Forscher den schönen Schmetterling. Doch als sie kurz davor sind ihn einzufangen, stürzen sie in ein tiefes Erdloch. Da Osborne sich das Bein gebrochen hat, macht sich Pete alleine auf den Weg zurück ins Lager, um Hilfe zu holen. Als es dunkel wird, hört er unheimliche Geräusche und glaubt sich von mystischen Schamanen umringt. Am nächsten Morgen findet ihn seine Mutter schlafend im Wald. Dank seiner Beschreibung können sie das Erdloch mit Osborne finden, ihn daraus befreien und ins Krankenhaus bringen. Einem jungen Mädchen aus dem Dorf gelingt es in der Zwischenzeit, den gesuchten Blauen Morphofalter zu fangen. Sie schenkt ihn Pete, der überglücklich darüber ist. Als er später dabei ist, den Schmetterling zu töten, um ihn an die Wand zu hängen, entscheidet er sich um und lässt den Schmetterling in die Freiheit fliegen. Und überraschenderweise ist Petes Tumor verschwunden.

## Hintergrund
- Der Film wurde inspiriert vom Fall des 1981 in Kanada geborenen David Marenger, bei dem im Alter von sechs Jahren ein Gehirntumor diagnostiziert wurde. 1988 wurde ihm von der Organisation Children's Wish Foundation of Canada sein Wunsch erfüllt, einen Blauen Morphofalter fangen zu können, woraufhin er mit dem Insektenkundler Georges Brossard nach Südamerika reiste. Nach seiner Rückkehr war der Tumor geschrumpft, und er überlebte entgegen den Erwartungen der Ärzte die Krankheit.

- Die Produktionskosten wurden auf 12,5 Millionen Kanadische Dollar geschätzt. Gedreht wurde in Montreal und in Costa Rica.

## Kritiken
„Ein sehr gefühlvoller Film, der die Vielfalt der Schöpfung vorführen und für das Wunder des Lebens sensibilisieren will, der seine Geschichte mit einer so oberflächlichen Dramaturgie darbietet, dass sie, trotz aller guten Absicht, weder als Kinder- noch Problemfilm ernst genommen werden kann.“

„"Das Geheimnis des blauen Schmetterlings" erzählt gefühlvoll und bilderreich die Geschichte der wundersamen Heilung im Urwald.“

„Totalen mit Einblicken in die rätselhaften Tiefen des Urwalds wechseln ab mit Nahaufnahmen skurriler Insekten und Kleintiere. Es ist, wie wenn die Filmemacherin und der bereits zum fünften Mal mit ihr zusammenarbeitende Kameramann Pierre Mignot dem Zuschauer nahebringen wollten, was auch das Indianermädchen Yana (Marianella) und der rührend um Pete besorgte Osborne dem Knaben immer wieder sagen, dass nämlich der Regenwald nicht nur den blauen Schmetterling, sondern unzählige andere Wunder birgt.“

## Auszeichnungen
- Der Film wurde von einer Kinder-Jury mit dem Kinderfilmpreis Schlingel ausgezeichnet.
- 2005 wurden der Film und Marc Donato für einen Young Artist Award nominiert.
- 2005 erhielt Pierre Mignot den Prix Jutra für die Beste Kamera.